# Cirolana triloba
Cirolana triloba är en kräftdjursart som beskrevs av Bruce 1981. Cirolana triloba ingår i släktet Cirolana och familjen Cirolanidae. Inga underarter finns listade i Catalogue of Life.